# Geneviève Jean
Geneviève Jean, née le 28 août 1945, est une femme politique française, sénatrice de Vaucluse de 2014 à 2015.

## Biographie

### Carrière professionnelle
Geneviève Jean travaille en tant qu'éducatrice spécialisée.

### Carrière politique
Elle est élue conseillère municipale de Cabrières-d'Aigues en 1995 et devient maire en 2011, à la suite du décès de Claude Favet. Figurant en deuxième position sur la liste socialiste aux élections sénatoriales de 2014 en Vaucluse, elle est élue au Sénat le 28 septembre 2014. Mais son élection est annulée le 12 février 2015 par le Conseil constitutionnel, qui proclame l'UMP Alain Dufaut élu à sa place.